# 희망이 없으면, 불안도 없다
희망이 없으면, 불안도 없다(No Hope, No Fear)는 한국에서 제작된 염정석 감독의 2000년 드라마 영화이다. 박예진 등이 주연으로 출연하였다.

## 출연
- 박예진